# Interés variable
Interés variable o tasa de interés variable, en economía y finanzas, es la tasa de interés que es variable a lo largo del tiempo y que establece la rentabilidad de los ahorros o el costo de un crédito o hipoteca. Se expresa generalmente como un porcentaje.

Detalle de la evolución del índice Euribor a un año (rojo), a tres meses (azul) y a una semana (verde) desde enero de 1999 hasta 2012. El euribor es uno de los índices de referencia para establecer el interés variable de créditos, créditos hipotecarios y en ocasiones depósitos. Los picos máximos del euribor interanual se alcanzaron en 1994 (6,6%), 2000 (5,2%) y en 2008 (5,526%). Desde entonces se ha reducido significativamente hasta alcanzar valores negativos: el 20 de octubre de 2016 fue de -0,073% a un año, de 0,313% a tres meses y de -0,385 a una semana.

## Tasas de interés variable
Los conceptos de tipo de interés fijo y tipo de interés variable se utilizan en múltiples operaciones financieras. económicas e hipotecarias -como la compra de vivienda-.
En la aplicación de interés variable el tipo de interés (el porcentaje sobre el capital aplicado) va cambiando a lo largo del tiempo, generalmente es positivo pero extraordinariamente puede llegar a ser un interés negativo. El tipo de interés variable que se aplica en cada periodo de tiempo consta de dos cifras o tipos y es el resultado de la suma de ambos: un índice o tipo de interés de referencia y un porcentaje o margen diferencial.

## Índices de referencia

### Euribor - índice de referencia de Europa
El Euribor es el tipo europeo de oferta interbancaria e índice de referencia publicado diariamente que indica el tipo de interés promedio al que las entidades financieras se ofrecen a prestar dinero en el mercado interbancario del euro (es decir, a otros bancos). 
El euribor se calcula usando los datos de los 44 principales bancos que operan en Europa, y su valor mensual es muy utilizado como referencia para el tipo de interés en la contratación de un préstamo bancario. Se trata, por tanto, de un tipo de interés de mercado y no de un tipo de interés que fije el Banco Central Europeo.

### Federal funds rate - Índice de Estados Unidos
El índice en los Estados Unidos, es el Federal funds rate (tasa de interés de fondos federales) que es una tasa de interés bajo la cual instituciones depositarias privadas (principalmente bancos) prestan dinero (fondos federales) en la Reserva Federal a otras instituciones depositarias, usualmente de un día para otro. Es la tasa de interés que los bancos se cobran entre sí cuando se prestan dinero. La modificación de esta tasa de interés es uno de los mecanismos que la Reserva Federal tiene para variar oferta de dinero en el mercado.

### Otros índices de referencia
- Prime rate, equivalente estadounidense del euribor,
- Tasa fija anual libre fijada por los bancos y Costo anual total o CAT, México.[7]
- Eonia, Euro OverNight Index Average, índice medio del tipo del euro a un día para productos derivados,
- IBOR, que incluye muchos otros índices: Libor, Pibor, Míbor, etc.
- Libor, índice del mercado interbancario.
- Índice de Referencia de Préstamos Hipotecarios (IRPH), en España, eliminado en 2013 pero vigente en créditos anteriores.

## Tipo de interés negativo
El tipo de interés es negativo cuando es inferior a cero. Y cuando esto ocurre el prestamista (normalmente un banco), en lugar de recibir unos intereses, ha de pagar por prestar dinero y el depositante en lugar de ganar dinero cuando deja su dinero en un depósito bancario debe pagar al banco. Es decir, el deudor recibe intereses y el acreedor los paga. Así, el banco estará obligado a pagar interés a quien haya pedido un crédito y el depositante de dinero efectivo, ya sea particular o una entidad bancaria en el banco central, deberá pagar un interés por tener depositado su dinero. En el caso de un préstamo hipotecario para la compra de vivienda si la suma del interés de referencia del préstamo (que suele ser un índice medio de los préstamos entre bancos) más el diferencial es negativo, el banco deberá pagar intereses al particular que ha solicitado el préstamos hipotecario.

## Tasa de interés fijo
La aplicación de interés fijo supone que el interés se calcula aplicando un tipo único o estable (un mismo porcentaje sobre el capital) durante todo lo que dura el préstamo o el depósito. A diferencia del interés variable, la tasa de interés fijo no se modifica a lo largo del tiempo.